# Hugo (drink)

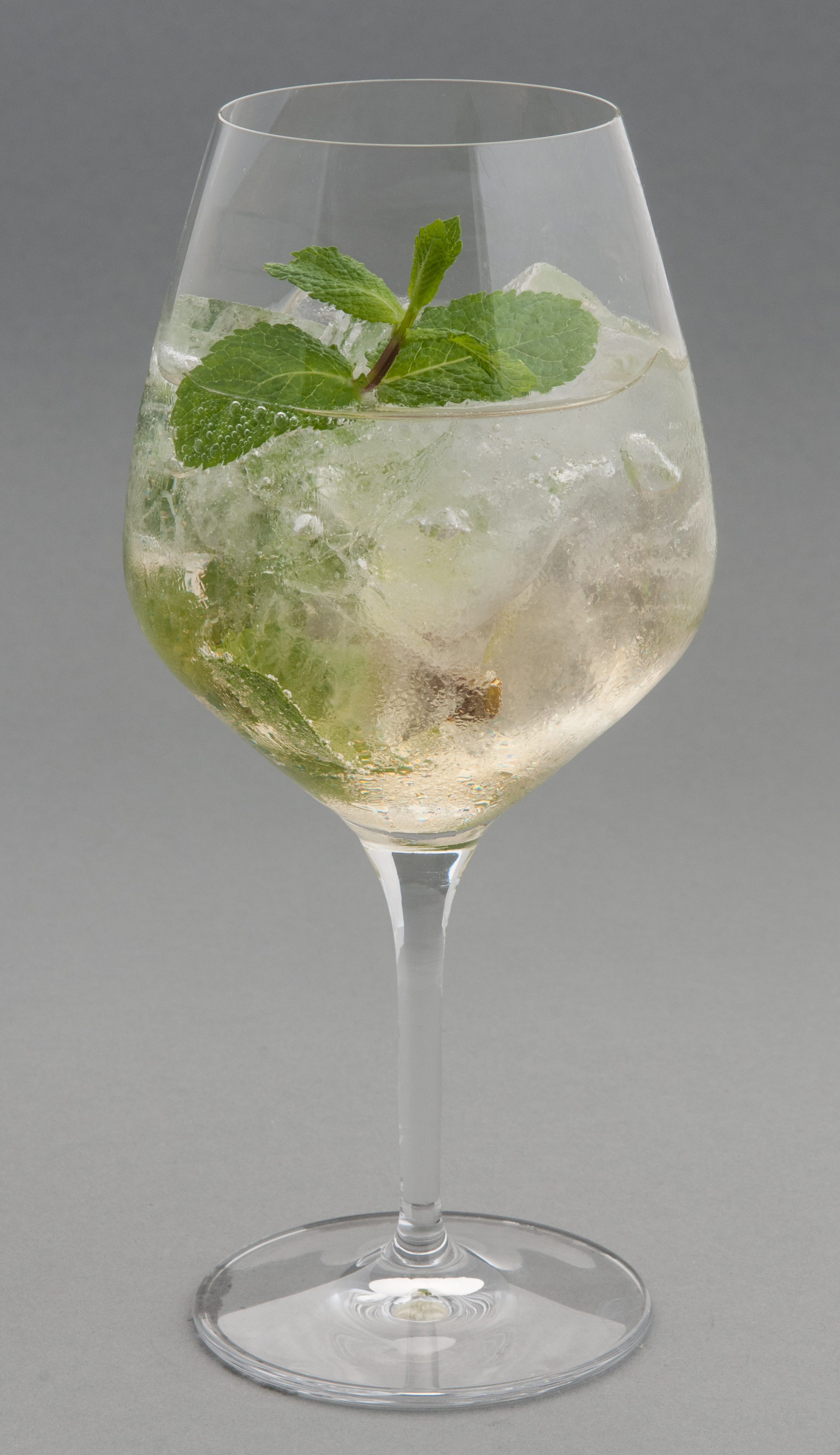

Hugo – orzeźwiający drink alkoholowy, który pochodzi z Południowego Tyrolu we Włoszech. Jest popularny w regionach takich jak Triveneto, Austria, Szwajcaria i Niemcy. Drink ten jest często spożywany jako aperitif.
Drink Hugo został stworzony na początku XXI wieku przez Rolanda Grubera, barmana z miasta Naturno w Południowym Tyrolu. Gruber poszukiwał alternatywy dla popularnego Aperol Spritz i stworzył Hugo jako słodszą wersję tego drinka
Hugo zyskał popularność w wielu krajach europejskich, szczególnie w okresie letnim, ze względu na swoje orzeźwiające właściwości i lekki, kwiatowy smak
W skład koktajlu wchodzi 60 ml wina musującego (najlepiej prosecco lub crémant), 30 ml soku ze świeżych limonek, 20 ml syropu z kwiatów bzu czarnego, 3-4 gałązki  liści mięty do dekoracji. Czasami dodaje się również kawałki limonki. Podaje się z lodem.